# René Joly (Prajñānanda)
Pour les articles homonymes, voir René Joly (homonymie) et Joly.
 (juin 2017).
Si vous disposez d'ouvrages ou d'articles de référence ou si vous connaissez des sites web de qualité traitant du thème abordé ici, merci de compléter l'article en donnant les références utiles à sa vérifiabilité et en les liant à la section « Notes et références ».
René Joly (né le 28 mai 1913 et mort le 6 août 1993), aussi connu sous le nom de Prajñānanda (« Béatitude de connaissance transcendante »), généralement considéré comme un bouddhiste, est un instructeur, traducteur et exégète français du Dharma, l'enseignement suivi par les bouddhas. Cependant, lui-même ne se disait pas bouddhiste[réf. nécessaire] et il voyait dans les bouddhismes des systèmes en -isme occultant plus ou moins le Dharma. Il préférait le mot sanskrit Dhammacārī (en), terme signifiant « celui qui vit selon le Dharma », et  il cherchait à vérifier deux hypothèses : l’illusion du moi et la possibilité d’un accès à l’absolu, à l’inconditionné.

## Biographie
Il découvre le bouddhisme en 1938 en lisant le livre d'Hermann Oldenberg : Le Bouddha. Sa vie, sa doctrine, sa communauté, où il voit deux formules qui sont pour lui comme un éblouissement : « Cela n’est pas mien, je ne suis pas cela, cela n’est pas un ego à moi » et « Il y a un sans naissance, sans devenir, sans création, sans conditions ». Il décide aussitôt de s'engager dans une ascèse : il se rapproche de la Société des amis du bouddhisme fondée en 1927 par Tai Hsu avec Mlle Grace Constant-Lounsbery et Mme Marguerite la Fuente, où il « prend » les Refuges, s'initie au Theravāda et apprend la technique d'Ānāpānasati (qu’il traduira par Vigilance remémoratrice appliquée à l’inspiration et à l’expiration). Il approfondit sa connaissance du Dharma sous sa forme theravādin et apprend le pāli en servant quelques mois le Bhikkhou Narada Maha Thera).
Il fait la connaissance d'un moine hindou de la Mission Ramakrishna Swâmi Siddheswarânanda, qui l'oriente vers la Vacuité (śūnyatā) et l'incite à étudier le Mahāyāna : après cette rencontre, les progrès sont tels qu'il s’installe avec sa famille à proximité de la communauté dans laquelle ce moine enseignait, près de Paris. En 1960, il donne suite à la suggestion que lui avait faite le moine (mort entre-temps, en 1957) et construit un petit monastère qu'il nomme Mahaprajnaparamita, où l'on se réunit pour étudier le Dharma et pour s’entraîner à Ānāpānasati, en s’appuyant sur les instructions du moine et sur le Sūtra du Cœur de la Perfection de Connaissance transcendante (Prajñā pāramitā hṛdaya sūtra). C'est un des premiers centres bouddhistes en France.
Au début des années 1960, il crée avec des amis une association, le Centre d'Études Dharmiques de Gretz-Armainvilliers qui enseigne, aujourd’hui encore, le Dharma et Ānāpānasati, indépendamment de toute modalité bouddhiste[réf. nécessaire].
Il pratique quelque temps le zen sôtô, en se centrant sur la notion de « corps et esprit abandonnés » (selon l'expression de Dōgen), sous l'influence du moine zen Taisen Deshimaru, qu'il hébergera deux ans dans le petit monastère. En février 1968, une première sesshin a lieu chez René Joly, qui est considéré par Deshimaru comme « un homme d'envergure qui possède une sérieuse approche Hinayana du bouddhisme, mais qui manque de pratique. » Le livre Vrai zen sera le fruit d'une étroite collaboration entre les deux hommes.
Il effectue plusieurs traductions et commentaires de textes des Canons pāli et sanskrit, notamment une Exégèse du Sūtra Cœur de la perfection de Connaissance transcendante, un Mémento du Dharma et une traduction commentée du Dhammapada. Son exposé du Dharma met l’accent sur l’éveil et le développement de la Prajñā, cette « Connaissance transcendante » qui, dit-il, fait tout d'abord voir en profondeur les « choses telles qu’elles sont » : impermanentes et sans essence, donc décevantes (y compris l’ego, ce « moi illusoire », source de toutes les souffrances humaines). Quand elle est développée au plus haut point, quand elle est « allée complètement au-delà » de la connaissance mentale, rationnelle, discriminante (vijñāṇa), au-delà aussi des mots et des idées, et qu'elle atteint le silence du cœur (citta) immobile, cette prajñā permet de sortir de l’illusion du moi et de l'abandonner, pour accéder à l’au-delà des choses, l'Absolu, l'Inconditionné. C’est pourquoi Joly s’est constamment appliqué à « rectifier » la signification des termes et des notions-clés du Dharma, qui est, selon lui, trahie par des traductions erronées et des interprétations fantaisistes.[réf. nécessaire]

## Ouvrages
- Vrai zen, source vive révolution intérieure suivi de : Shodoka chant de l'immédiat Satori - Taisen Deshimaru, Taigen René Joly, Paris, Courrier du Livre, 1969.
- Les Lettres Bouddhiques écrites au monastère de Gretz par Prajñānanda en 1970 & 1971 exposant le Dharma pour l'Occident, Gretz, 1974
- Bouddhisme gnostique – Gnose et prognose, Milan, Archè, 1981.
- Bodhi (revue), Propos dharmiques (revue)
- Les dits du Bouddha – Le Dhammapada, Paris, Albin Michel, 1993.
- Propos Bouddhiques Remarquables (Extraits Topiques), éd. Dharma, 1994. (Extraits commentés de soutras bouddhiques)
- Manuel à l'usage des pratiquants d’anapanasati : La vigilance remémoratrice appliquée à l'inspiration et à l'expiration. Une technique bouddhique de libération, Éditions Thanh-Long, 1985 / Gretz, Centre d'études dharmiques, (3e édition revue), s.d. Lire en ligne (Consulté le 23 novembre 2019)
- Court traité de la Connaissance Transcendante, Gretz, Centre d'Études et de Méditation Dharmiques, 1994.
- Exégèse du Sutra Cœur de la Perfection de Connaissance Transcendante, Gretz, Centre d'Études et de Méditation Dharmiques, (2e édition revue), 2013 [1989]. Lire en ligne (Consulté le 23 novembre 2019)